# Prolanceola vibiliformis
Prolanceola vibiliformis är en kräftdjursart. Prolanceola vibiliformis ingår i släktet Prolanceola och familjen Lanceolidae. Inga underarter finns listade i Catalogue of Life.